# Рубеус Геґрід
Ру́беус Ге́ґрід (англ. Rubeus Hagrid; 6 грудня 1928) — вигаданий персонаж книг Джоан Ролінґ про Гаррі Поттера, викладач догляду за магічними істотами, зберігач ключів та лісник у школі чарівництва «Гоґвортс».

## Походження
Геґрід — наполовину людина, наполовину велетень. Його мати — велетка Фрідвульфа. Вона покинула його батька, коли Геґрід був дитиною. У Геґріда є брат-велетень, якого звуть Ґроп. Велетні мають репутацію величезних і тупих вбивць, які до того ж здебільшого допомагають Лорду Волдеморту, тому Геґрід тримає історію свого походження в секреті. Батько Геґріда, чарівник, ім'я якого невідоме, помер в 1941 або 1942 році, коли Геґрід навчався на другому курсі.

## Життєпис
День народження Геґріда — 6 грудня 1928 року.
Геґрід навчався в школі чаклунства Гоґвортс на факультеті Ґрифіндор в один час з Томом Редлом, але був виключений після доносу Тома Редла в тому, що він нібито відкрив таємну кімнату. Міністерство магії виключило Геґріда зі школи, але Альбус Дамблдор зумів умовити директора школи Армандо Діппіта залишити Геґріда в школі на посаді лісничого. Попри заборону використовувати чари, Геґрід зберіг уламки своєї чарівної палички та вмонтував їх у рожеву парасольку, завдяки чому у нього є можливість використовувати час від часу прості заклинання.

## Друзі
Геґрід дружить із Роном, Гаррі та Герміоною. Дамблдор довіряє Геґріду деякі секрети, які потім Геґрід мимоволі вибовкує трійці друзів. У книзі Гаррі Поттер і Орден Фенікса Геґрід разом з мадам Максим отримав від Дамблдора завдання — відправитись у Білорусь і поговорити з велетнями й переконати їх бути на боці Дамблдора, а не лорда Волдеморта, але місія не закінчується успіхом, позаяк серед велетнів здіймається бунт і їх минулого лояльного до Ордену Фенікса ватажка вбивають, а його місце займає інший, який ставиться позитивно до смертежерів. Геґрід повертається до Гоґвортсу разом зі своїм братом-велетнем Ґропом, якого таємно провів до школи та прив'язав його до найміцніших дерев, щоб той не втік. Геґрід почав виховувати його і вчити англійської мови.